# Tensiune reziduală

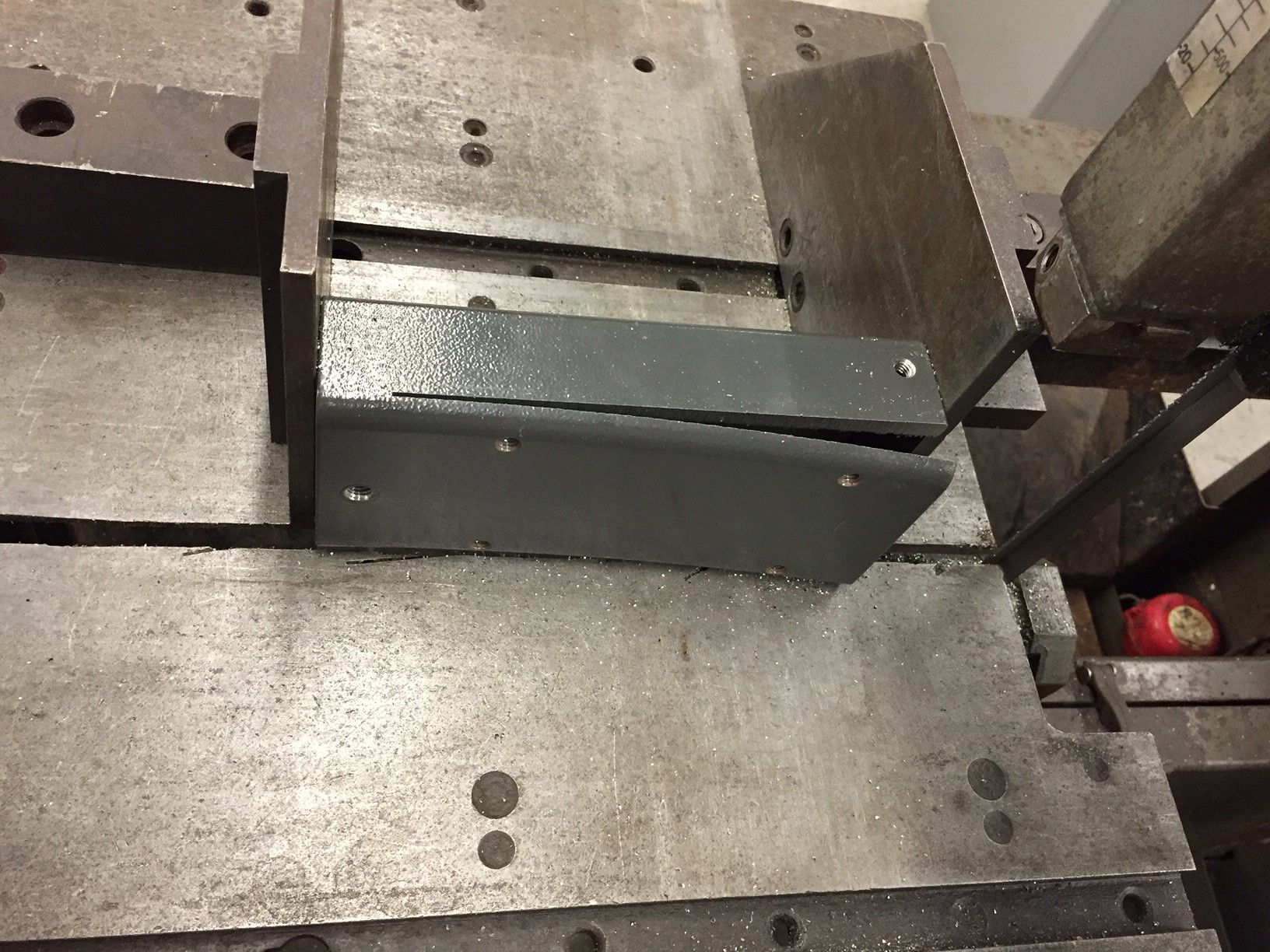
Îndepărtarea părții tăiate dintr-un profil cheson laminat se datorează tensiunii reziduală din profil

În mecanica solidelor și rezistența materialelor tensiunile reziduale sunt tensiuni care rămân într-un material solid după ce cauza inițială care a produs tensiuni a fost îndepărtată. Tensiunile reziduale pot fi de dorit sau nu. Tensiuni reziduale utile se obțin, de exemplu, prin anumite tratamente termice a paletelor turbinelor, la sticla călită⁠(d), sau pentru a produce foi de sticlă mari, subțiri, rezistente la fisuri și zgârieturi. Totuși, tensiunile reziduale neintenționate pot duce la crăpături, ruperi sau spargeri.
Tensiunile reziduale pot să apară din diferite cauze: solicitări mecanice peste limita de elasticitate, care duc la deformații, gradienți de temperatură sau modificări structurale (transformare de fază în stare solidă). În timpul sudării căldura poate provoca dilatări locale, iar la răcire unele zone se răcesc și se contractă mai mult decât altele, apărând tensiuni reziduale. Un alt exemplu are loc în timpul producerii semiconductorilor.

## Aplicații
În timp ce tensiunile reziduale necontrolate sunt nedorite, unele aplicații se bazează pe ele. În special, materialele casante pot fi întărite folosind tensiunile reziduale de compresiune, ca în cazul sticlei călite și a betonului precomprimat⁠(d). Forma predominantă de defectare a materialelor fragile este ruperea fragilă, care începe cu formarea inițială a fisurilor. Fisurile sunt concentratori de tensiuni. Tensiunile mărite duc la mărirea și propagarea fisurilor, ceea ce în final duce la rupere. Dacă în material există tensiuni reziduale de compresiune, fisura inițială se poate dezvolta doar dacă tensiunea de întindere depășește tensiunea de compresiune reziduală.
La sticla călită, pe suprafața sticlei sunt produse tensiuni reziduale de compresiune, echilibrate de tensiunile de întindere din corpul sticlei. Datorită tensiunilor reziduale, sticla călită este mai rezistentă la fisurare, dar se sparge în mici cioburi atunci când suprafața exterioară este spartă, motiv pentru care este folosită la geamurile autovehiculelor, care nu se sparg în bucăți mari, periculoase. 

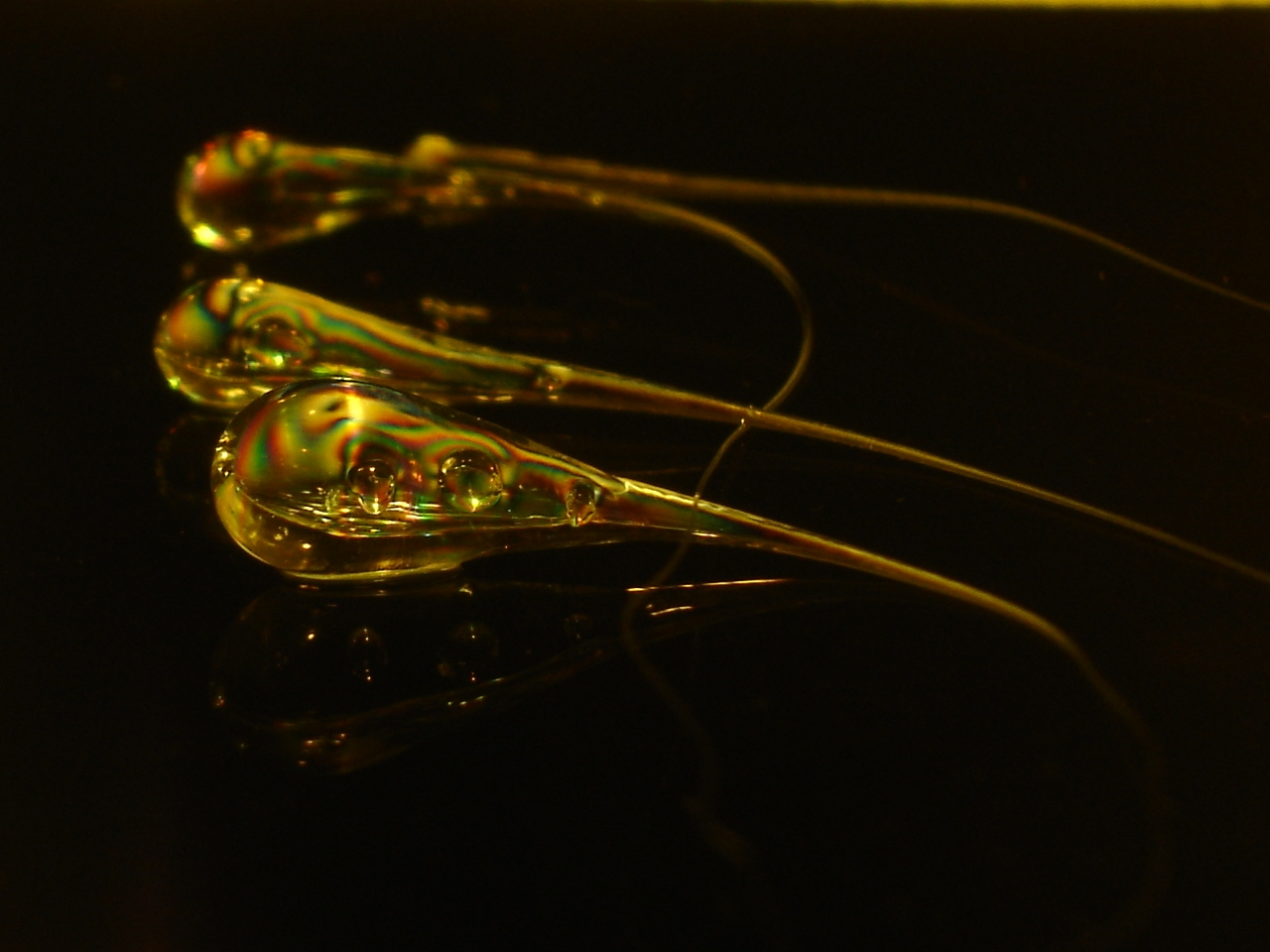
Lacrimi de Batavia

O demonstrație a efectului este prezentată de lacrimile de Batavia, realizate prin picurarea sticlei topite în apă: deoarece suprafața exterioară se răcește și se solidifică prima, când tot volumul se răcește și se solidifică, aceasta se va contracta și va avea un volum mai mic decât cel al suprafeței sale, producând la suprafață tensiuni remanente de compresiune. Drept urmare, obiectul solid este extrem de dur, rezistând la lovituri de ciocan, dar dacă coada lui lungă este ruptă, echilibrul de forțe este deranjat, făcând ca întregul obiect să se spargă violent.
La fabricarea unor săbii (în special katane), pentru formarea martensitei⁠(d) (foarte dură) pe tăiș se utilizează un gradient de temperatură. Diferența de tensiuni reziduale dintre tăiș și muchie (mai moale) conferă unor astfel de săbii curbura lor caracteristică.
Țevile de tun fretate sunt realizate din două țevi introduse forțat una în cealaltă. Țeava interioară este comprimată în timp ce țeava exterioară este întinsă (pe diametru). Tensiunile de comprimare previn propagarea fisurilor din țeava interioară în timpul tragerilor.

## Reducerea tensiunilor reziduale
Când tensiunile reziduale sunt nedorite, ele pot fi reduse prin diferite metode. Aceste metode pot fi tratamente termice sau mecanice.

### Tratament termic
Tratamentul termic presupune modificarea uniformă a temperaturii întregii piese prin încălzire, urmată de o răcire lentă. Operația se numește recoacere de detensionare.

### Metode mecanice
Metodele mecanice de reducere a tensiunilor de întindere nedorite de pe suprafață și de a le înlocui cu tensiuni reziduale de compresiune, benefice, sunt ciocănirea, presarea cu role, sau prin șocuri produse de un laser.